# Kuromatsu (metropolitana di Sendai)
Kuromatsu (黒松駅?, Kuromatsu-eki) è una stazione della metropolitana di Sendai situata nel quartiere di Izumi-ku nella zona nord di Sendai, in Giappone. Il nome "Kuromatsu" si traduce con "pino nero".

## Linee
■ Linea Namboku

## Struttura
La stazione, è dotata di un marciapiede centrale con due binari protetti da porte di banchina a mezza altezza, ed è la prima della sezione in superficie della linea Namboku, che prosegue fino al capolinea di Izumi-Chūō. Il mezzanino si trova al piano superiore rispetto ai binari, e trovandosi questi in una piccola cunea, a prima vista pare una stazione sotterranea.
| 1 | ■ Linea Namboku | per Sendai e Tomizawa |
| 2 | ■ Linea Namboku | per Izumi-Chūō        |

## Stazioni adiacenti
| «             | Servizio      | »             |
| Linea Namboku | Linea Namboku | Linea Namboku |
| ------------- | ------------- | ------------- |
| Yaotome       | -             | Asahigaoka    |